# Schoenoplectus triqueter
Schoenoplectus triqueter är en halvgräsart som först beskrevs av Carl von Linné, och fick sitt nu gällande namn av Eduard Palla. Schoenoplectus triqueter ingår i släktet sävsläktet, och familjen halvgräs. Inga underarter finns listade i Catalogue of Life.

## Bildgalleri

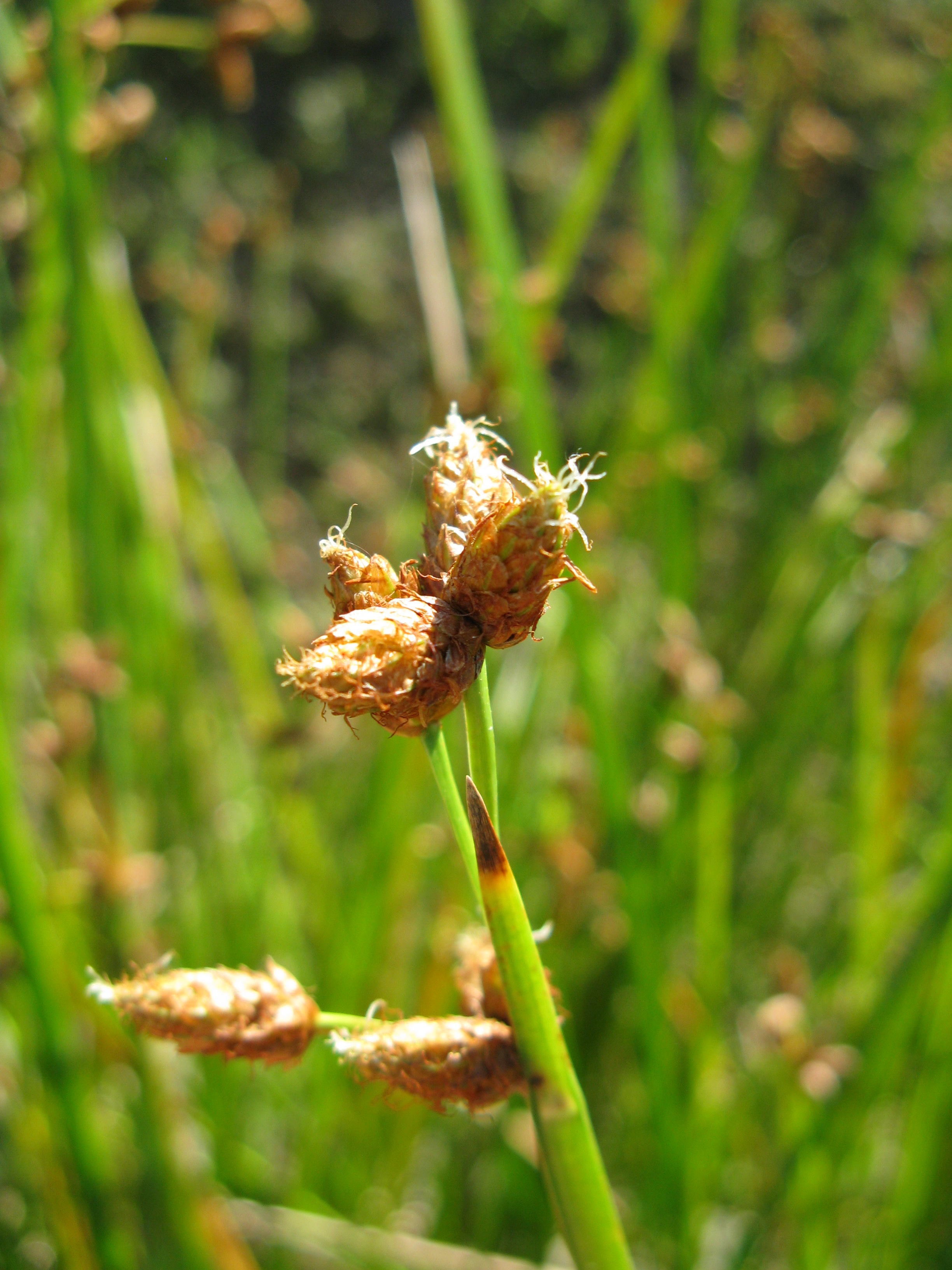
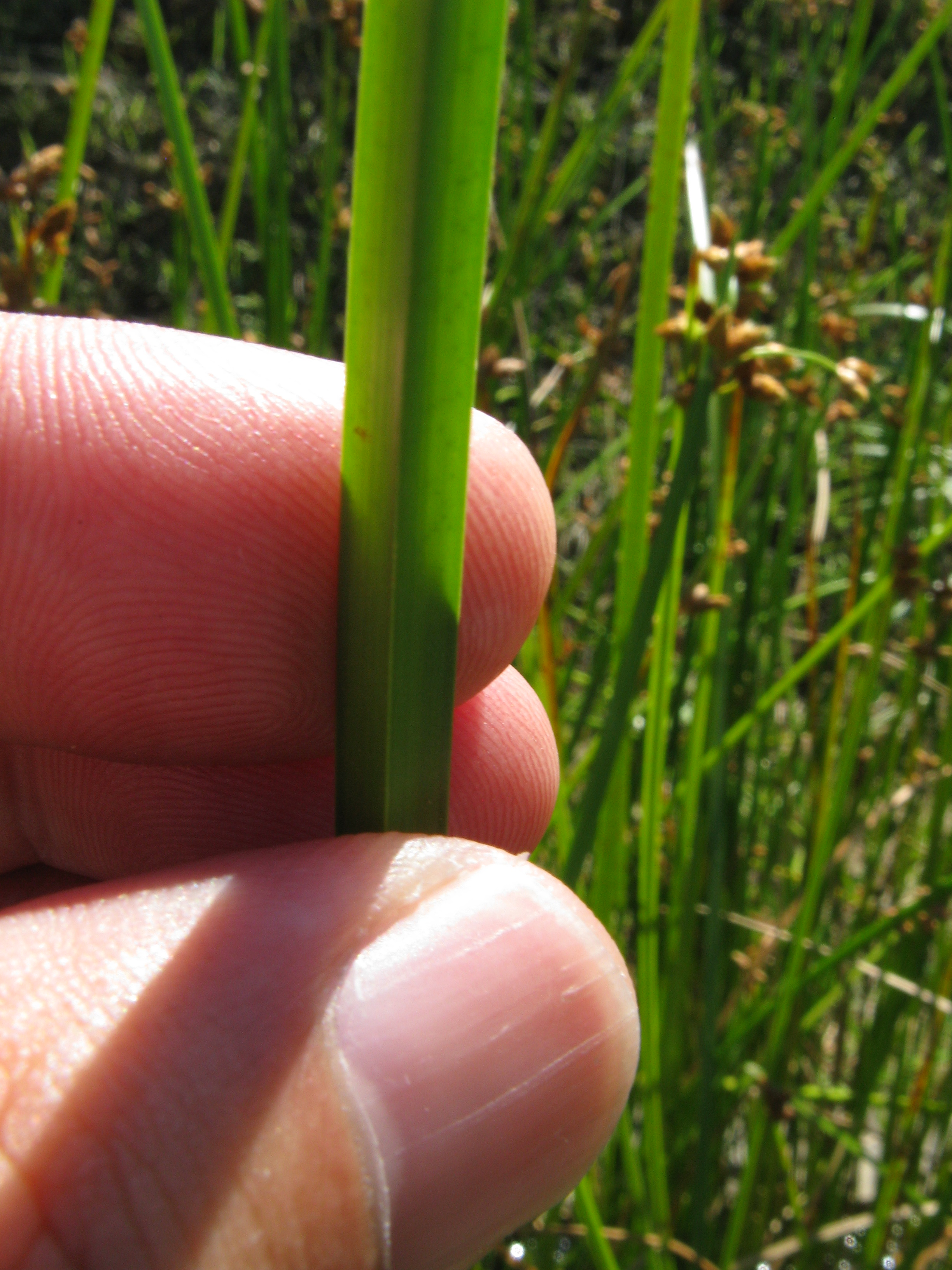
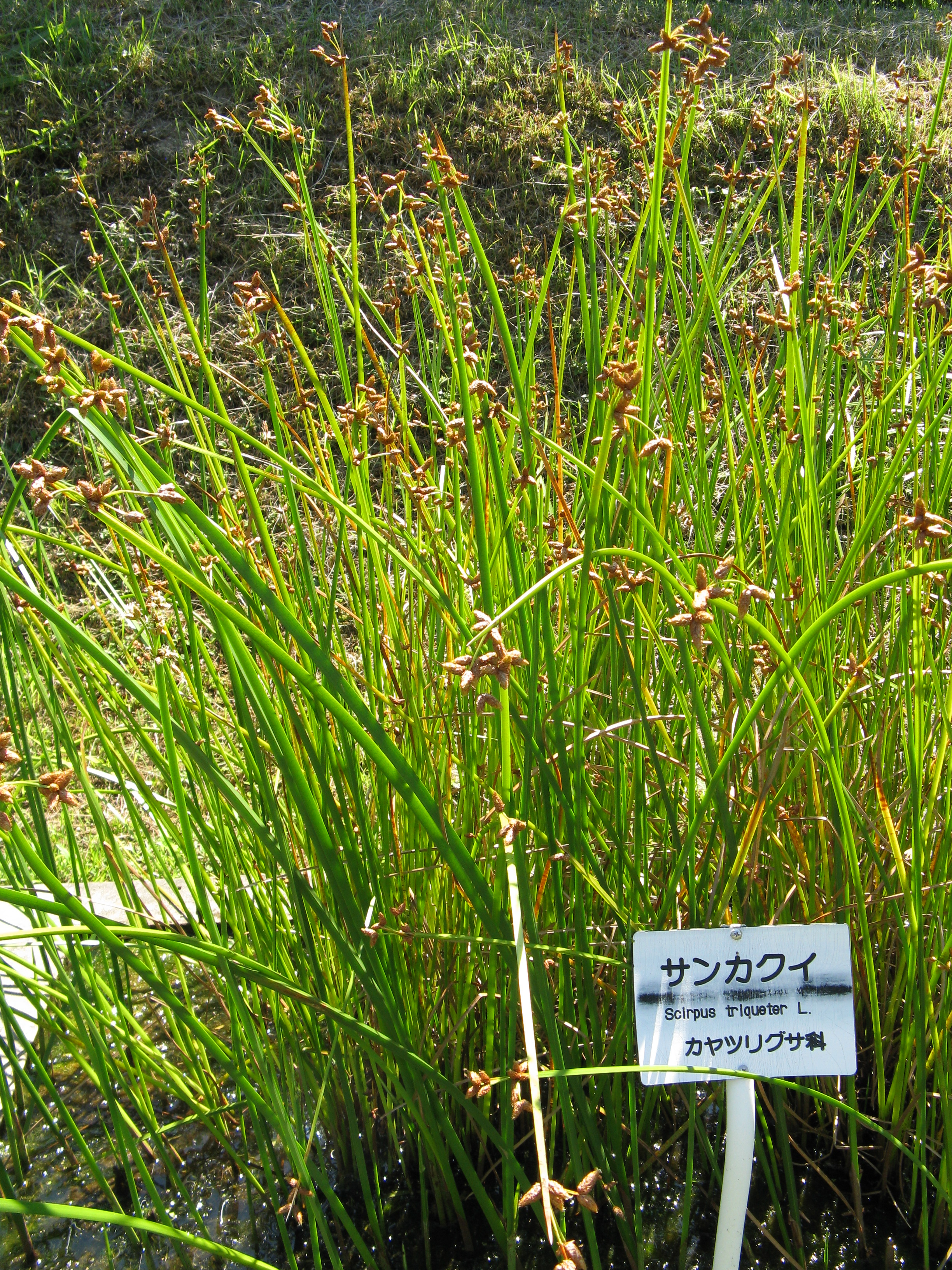
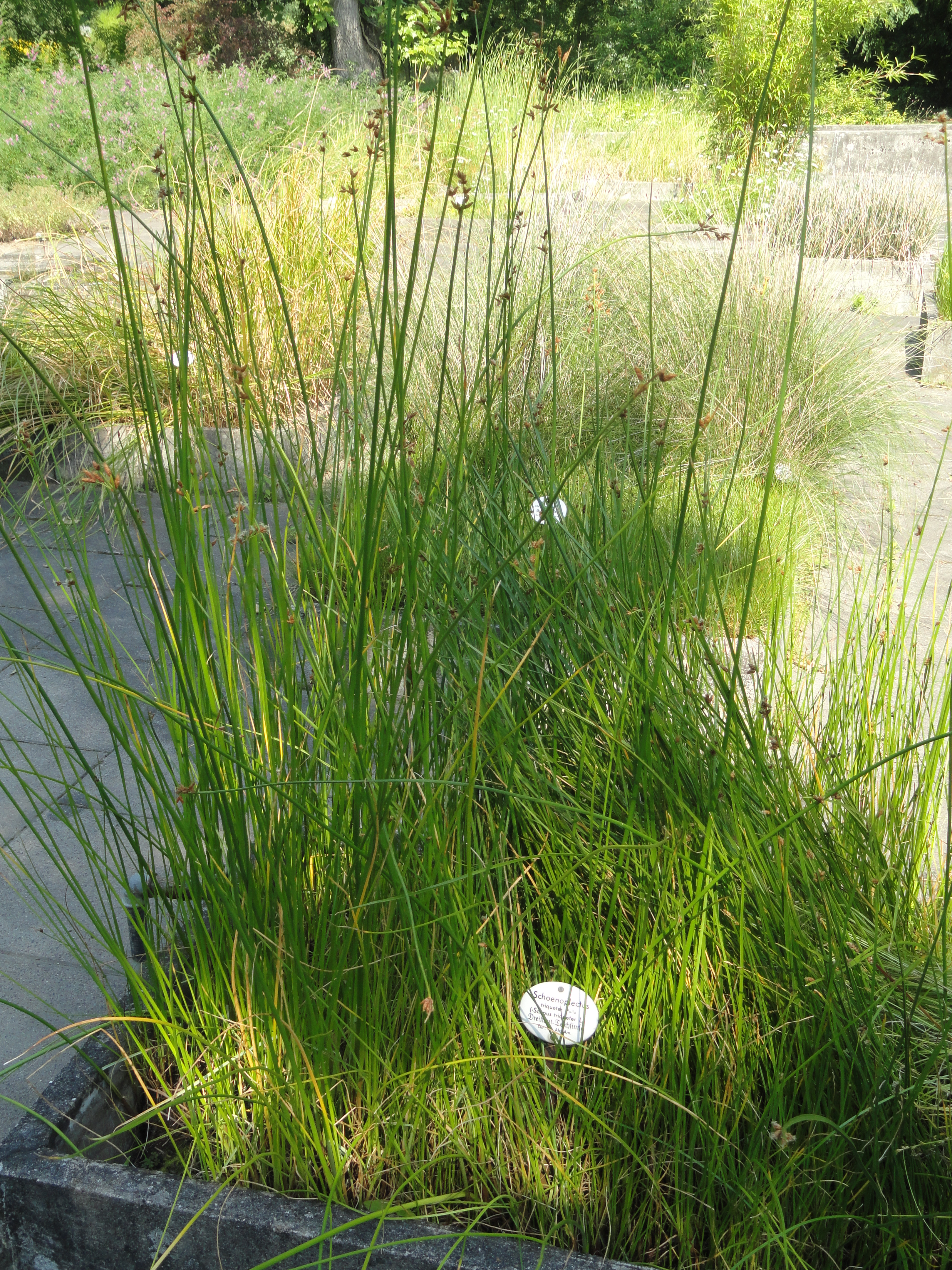